# Academia de Bellas Artes de Lisboa

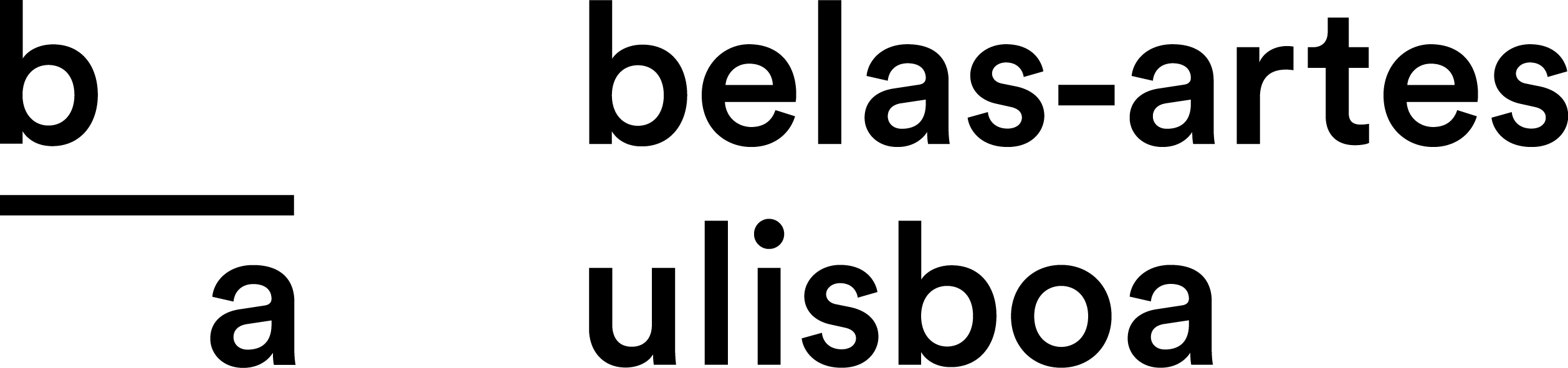
Logo

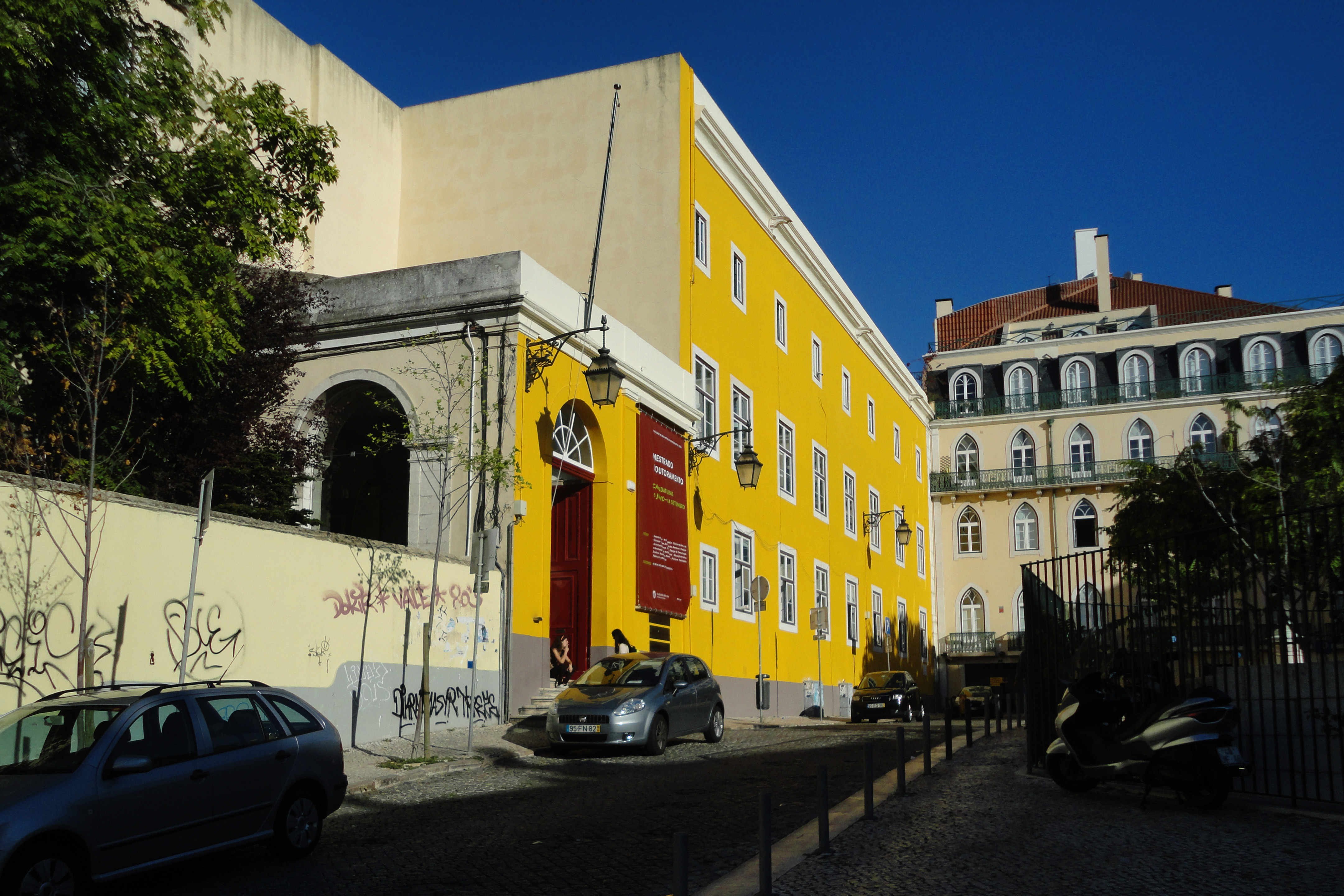
Facultad de Bellas Artes de la Universidad de Lisboa.

La Facultad de Bellas Artes de la Universidad de Lisboa es una institución pública de educación universitaria dedicada a la enseñanza y la investigación en las áreas de pintura, escultura, diseño de equipamiento, ciencias de artes y patrimonio.
Tiene su sede en el Convento de San Francisco, cerca de Chiado.
Fundada en 1925, la Escuela de Bellas Artes de Lisboa, llamada Escuela de Bellas Artes de Lisboa (ESBAL) a partir de 1950, se integró en la Universidad de Lisboa en 1992, adoptando su nombre actual.
El Departamento de Arquitectura de ESBAL fue separado de la escuela en 1979, convirtiéndose en la Escuela de Arquitectura de la Universidad Técnica de Lisboa.